# Unverfälschter Konfidenzbereich
Ein unverfälschter Konfidenzbereich, auch unverfälschte Bereichsschätzfunktion oder unverzerrter Konfidenzbereich ist ein spezieller Konfidenzbereich in der mathematischen Statistik. Die Unverfälschtheit selbst ist kein Optimalitätsbegriff, ermöglicht aber die Konstruktion von optimalen Konfidenzbereichen wie von Konfidenzbereichen mit minimalem Volumen. Ist der Konfidenzbereich eindimensional, so spricht man entsprechend von einem unverfälschten/unverzerrten Konfidenzintervall bzw. von einer unverfälschten Intervallschätzfunktion.

## Definition
Gegeben sei ein statistisches Modell {\displaystyle (X,{\mathcal {A}},(P_{\vartheta })_{\vartheta \in \Theta })} sowie ein Entscheidungsraum {\displaystyle (\Gamma ,{\mathcal {A}}_{\Gamma })} und eine zu schätzende Funktion
{\displaystyle g\colon \Theta \to \Gamma },
die im parametrischen Fall auch als Parameterfunktion bezeichnet wird.
Ein Konfidenzbereich
{\displaystyle C\colon X\to {\mathcal {P}}(\Gamma )}
zum Konfidenzniveau {\displaystyle 1-\alpha } heißt ein unverfälschter Konfidenzbereich, wenn für alle {\displaystyle \vartheta ,\vartheta '\in \Theta }
{\displaystyle P_{\vartheta }(\{g(\vartheta )\in C\})\geq P_{\vartheta }(\{g(\vartheta ')\in C\})}
gilt. Für jedes {\displaystyle \vartheta } ist also die Wahrscheinlichkeit, den richtigen Parameter {\displaystyle g(\vartheta )} zu überdecken, größer als die Wahrscheinlichkeit einen beliebigen anderen Parameter {\displaystyle g(\vartheta ')} zu überdecken.

## Beispiel
Gegeben sei das Normalverteilungsmodell mit bekannter Varianz {\displaystyle \sigma _{0}^{2}} und unbekanntem Erwartungswert, also das statistische Modell {\displaystyle (\mathbb {R} ^{n},{\mathcal {B}}(\mathbb {R} ^{n}),{\mathcal {P}})}, versehen mit der Verteilungsklasse {\displaystyle {\mathcal {P}}=\{{\mathcal {N}}^{\otimes n}(\mu ,{\sigma _{0}}^{2})\;|\;\mu \in \mathbb {R} \}}. Überdeckt werden soll der Erwartungswert {\displaystyle \mu }, die Parameterfunktion ist demnach gegeben durch
{\displaystyle g(\mu )=\mu }.
Ein beidseitiger Konfidenzbereich für den Erwartungswert {\displaystyle \mu } ist beispielsweise gegeben durch
{\displaystyle C(x)=\left[{\overline {x}}-{\tfrac {\sigma _{0}}{\sqrt {n}}}u_{1-\alpha /2};{\overline {x}}+{\tfrac {\sigma _{0}}{\sqrt {n}}}u_{1-\alpha /2}\right]}.
Dabei ist {\displaystyle u_{\alpha }} das {\displaystyle \alpha }-Quantil der Standardnormalverteilung und {\displaystyle {\overline {x}}} das Stichprobenmittel.
Der Konfidenzbereich ist unverfälscht, denn es ist für {\displaystyle \mu \neq \mu '} immer
{\displaystyle {\begin{aligned}P_{\mu }\left(\{\mu '\in C\}\right)&=P_{\mu }\left({\overline {x}}-{\tfrac {\sigma _{0}}{\sqrt {n}}}u_{1-\alpha /2}\leq \mu '\leq {\overline {x}}+{\tfrac {\sigma _{0}}{\sqrt {n}}}u_{1-\alpha /2}\right)\\&=P_{\mu }\left({\frac {\mu '-\mu }{\sigma _{0}/{\sqrt {n}}}}-u_{1-\alpha /2}\leq {\frac {{\overline {x}}-\mu }{\sigma _{0}/{\sqrt {n}}}}\leq {\frac {\mu '-\mu }{\sigma _{0}/{\sqrt {n}}}}+u_{1-\alpha /2}\right)\\&=\Phi \left({\frac {\mu '-\mu }{\sigma _{0}/{\sqrt {n}}}}+u_{1-\alpha /2}\right)-\Phi \left({\frac {\mu '-\mu }{\sigma _{0}/{\sqrt {n}}}}-u_{1-\alpha /2}\right)\end{aligned}}},
wobei {\displaystyle \Phi (\cdot )} die Verteilungsfunktion der Standardnormalverteilung bezeichnet. Der letzte Ausdruck ist aber maximal für {\displaystyle \mu =\mu '}, also ist der Konfidenzbereich unverfälscht.

## Allgemeine Definition über Formhypothesen
Unter denselben Rahmenbedingungen wie oben heißt ein Konfidenzbereich {\displaystyle C} zu den Formhypothesen {\displaystyle ({\tilde {H}}_{\vartheta },{\tilde {K}}_{\vartheta })_{\vartheta \in \Theta }} und zu dem Konfidenzniveau {\displaystyle 1-\alpha } ein unverfälschter Konfidenzbereich, wenn für alle {\displaystyle \vartheta \in \Theta }
{\displaystyle P_{\vartheta }(\{\gamma \in C\})\leq 1-\alpha } für alle {\displaystyle \gamma \in {\tilde {K}}_{\vartheta }}
ist.
Jeder Wert aus der „zu vermeidenden Menge“ {\displaystyle {\tilde {K}}_{\vartheta }} wird also seltener überdeckt als jeder Wert aus der „zu überdeckenden Menge“ {\displaystyle {\tilde {H}}_{\vartheta }} (siehe hierzu Formhypothesen#Konfidenzbereiche zu Formhypothesen)
Die erste Formulierung ergibt sich bei Verwendung der Formhypothesen
{\displaystyle {\tilde {H}}_{\vartheta }=\{g(\vartheta )\}} und {\displaystyle {\tilde {K}}_{\vartheta }=\{g(\vartheta ')\mid \vartheta '\neq \vartheta \}}
und der Annahme, dass {\displaystyle g} injektiv ist.

## Verwandte Begriffe
Der korrespondierende Begriff für statistische Tests im Sinne der Dualität von Tests und Konfidenzbereichen sind die unverfälschten Tests.